# Argos und Nauplia
Argos und Nauplia war eine mittelalterliche Herrschaft in Morea.
Die Familie de la Roche besaß bis 1308 das Herzogtum Athen, das in diesem Jahr an Walter von Brienne ging. Walter engagierte die Katalanische Kompanie, eine Gruppe von Söldnern, 1311 aber wurde er von ihnen gestürzt. Seine Familie blieb im Besitz von Argos und Nauplia, wo seine Nachfolger sich als Herzog bezeichneten.

## Herzöge von Argos und Nauplia
1. Walter II. 1311–1356, Sohn von Walter von Brienne (Haus Brienne)
2. Guido von Enghien (Guy d’Enghien, Neffe von Walter von Brienne) 1356–1377, nannte sich Herzog von Athen (Haus Enghien)
3. Maria (Guidos Tochter) 1377–1388, nannte sich Herzogin von Athen
4. Peter Cornaro (Pietro Cornaro, Ehemann Marias) 1377–1388

- 1388 wurden Argos und Nauplia an Venedig (siehe: Venezianische Kolonien) verkauft

Herren (Vasallen der vorigen, ab 1388 venezianische Vasallen)
- Sohier I. c. 1350–1367
- Walter I. 1367–1381 Sohn von Sohier I.
- Ludwig I. 1381–1394 Bruder von Sohier I.
- Guiu 1394–?

Argos blieb unter Venedig bis 1463 und Nauplia bis 1540 (Seeschlacht von Preveza).